# Christo Koilow
Christo Dimitrow Koilow (* 23. September 1969 in Plowdiw) ist ein ehemaliger bulgarischer Fußballspieler.

## Karriere

### Bulgarien
Koilow gehörte 20-jährig der ersten Mannschaft von Botew Plowdiw an, für den er von 1989 bis 1992 in der A Grupa, der höchsten Spielklasse im bulgarischen Fußball, Punktspiele bestritt und die Spielzeiten mit der Mannschaft als Siebt-, Fünft- und Viertplatzierter abschloss.
Zur Saison 1992/93 wurde Koilow vom Ligakonkurrenten ZSKA Sofia verpflichtet, mit dem er 1993 den nationalen Vereinspokal gewann und für den er bis zum Jahresende 1994 spielte, nachdem seine Mannschaft den zweiten Platz belegt hatte.
Mit Jahresbeginn 1995 stand Koilow bei Lokomotive Sofia unter Vertrag und spielte für den Ligakonkurrenten bis Saisonende 1995/96; in dieser Zeit gewann er erneut den nationalen Vereinspokal.

### Schweiz / Deutschland
In die Schweiz gelangt, spielte Koilow von 1996 bis 1999 für den FC Luzern in der erstklassigen Nationalliga A.
Zur Saison 1999/2000 wurde Koilow vom 1. FC Union Berlin verpflichtet, für den er seine erste Saison in der drittklassigen Regionalliga Nordost bestritt und am Saisonende als Meister in die neu strukturierte und nur noch in der in zwei Staffeln ausgetragenen Regionalliga Nord aufgenommen wurde. Mit seinen 35 Punktspieleinsätzen und drei Toren trug er zur Meisterschaft und zum Aufstieg in die 2. Bundesliga bei, in der er bis Saisonende 2002/03 in 50 Punktspielen, in denen er zwei Tore erzielte, eingesetzt wurde. Ferner bestritt er von 2000 bis 2003 zehn Spiele im DFB-Pokal-Wettbewerb, in dem er in der Spielzeit 2000/01 allein sechs bestritt und mit dem 1. FC Union Berlin gar das Endspiel erreichte. Das am 26. Mai 2001 im Berliner Olympiastadion vor 73.011 Zuschauern ausgetragene Finale gegen den FC Schalke 04 wurde mit 0:2 verloren, dabei spielte er 90 Minuten lang. Ferner kam er 2001/02 und 2002/03 jeweils in der 1. und 2. Runde zum Einsatz; sein einziges Tor in diesem Wettbewerb erzielte er am 30. August 2002 beim 2:1-Erstrunden-Sieg nach Verlängerung beim 1. FC Schweinfurt 05 mit dem Siegtreffer in der 101. Minute.

### Bulgarien
Erneut in seine Heimat zurückgekehrt, spielte Koilow von 2003 bis 2009 abermals für Lokomotive Sofia, mit der er 2004 die Meisterschaft gewann.

## Erfolge
- Bulgarischer Meister 2004
- Bulgarischer Pokal-Sieger 1993, 1995
- DFB-Pokal-Finalist 2001
- Meister der Regionalliga Nord 2001 und Aufstieg in die 2. Bundesliga 2001
- Meister der Regionalliga Nordost 2000